# Draconarius inthanonensis
Draconarius inthanonensis är en spindelart som beskrevs av Pakawin Dankittipakul och Wang 2003. Draconarius inthanonensis ingår i släktet Draconarius och familjen mörkerspindlar.
Artens utbredningsområde är Thailand. Inga underarter finns listade i Catalogue of Life.